# Македонска българска дружина
Македонската българска дружина е българска организация, формирана в 1871 година в османската столица Цариград, целяща да подпомага българското просветно дело в Македония.

## История
Македонската българска дружина е основана към Българското читалище в Цариград от група български общественици. В ръководството ѝ влизат Георги Груев, Лазар Йовчев, Никола Бракалов, Станчо Брадински и Лука Моравенов и други. Сред дейците на дружината са и Стефан Бобчев, който е председател в 1873 година и Иван Говедаров. Дружината си поставя за задача да утвърждава българщината срещу ширещия се в Македония гърцизъм и да помага за разпространението на българската просвета. Възниква като опит за противовес на гръцката Македонска дружина. С апел към българските читалища и видни български общественици дружината събира средства за изпращане на учители и книги и издръжка на училища и бедни ученици в Македония.
Дружината подпомага материално бедни ученици, открива и издържа български училища в Солун и Солунско, Сяр и Сярско, Петрич, Костур, Воден, Тиквеш, Куманово, Враня и други. Набавя се българска учебна книжнина. От изложение пред общото събрание от 1 април 1873 година е видно, че само за 1872 година дружината изпраща за училищата в Солун, Сяр, Костур и околните им села 2016 книги, от тях 659 буквара, 1347 други книги, 3 карти и 7 църковни книги. Дружината издържа учителите Стефан Салгънджиев, Георги Динков, Коста Сарафов, Неделя Петкова и други.
Македонската българска дружина среща в своята дейност освен гръцката, и сръбската пропаганда. Настоятелството на дружината заедно с Българското благодетелно братство „Просвещение“ в Цариград изпраща отворено писмо до сръбския министър-председател и външен министър Йован Маринович, в което остро се противопоставят на сръбската пропаганда.
През лятото на 1874 година след дипломатически натиск и притеснения от властите дружината е закрита. На нейно място е основано Настоятелство на бедните училища.
| |  |  |  |  |  |  |  |
| Изложение на Македонската дружина за годишното събрание на Българското читалище в Цариград, на Връбница, 1 април 1873 г. |  |  |  |  |  |  |  |